# Troo
Troo település Franciaországban, Loir-et-Cher megyében. Lakosainak száma 304 fő (2022. január 1.). Troo Artins, Bonneveau, Cellé, Fontaine-les-Coteaux, Montoire-sur-le-Loir, Saint-Jacques-des-Guérets és Sougé községekkel határos.

## Népesség
A település népessége az elmúlt években az alábbi módon változott:
| Lakosok száma | 433  | 337  | 320  | 323  | 308  | 308  | 297  | 285  | 281  | 304  |
|               | 1968 | 1982 | 1990 | 2006 | 2013 | 2015 | 2017 | 2019 | 2020 | 2022 |